# Charles d’Éon de Beaumont

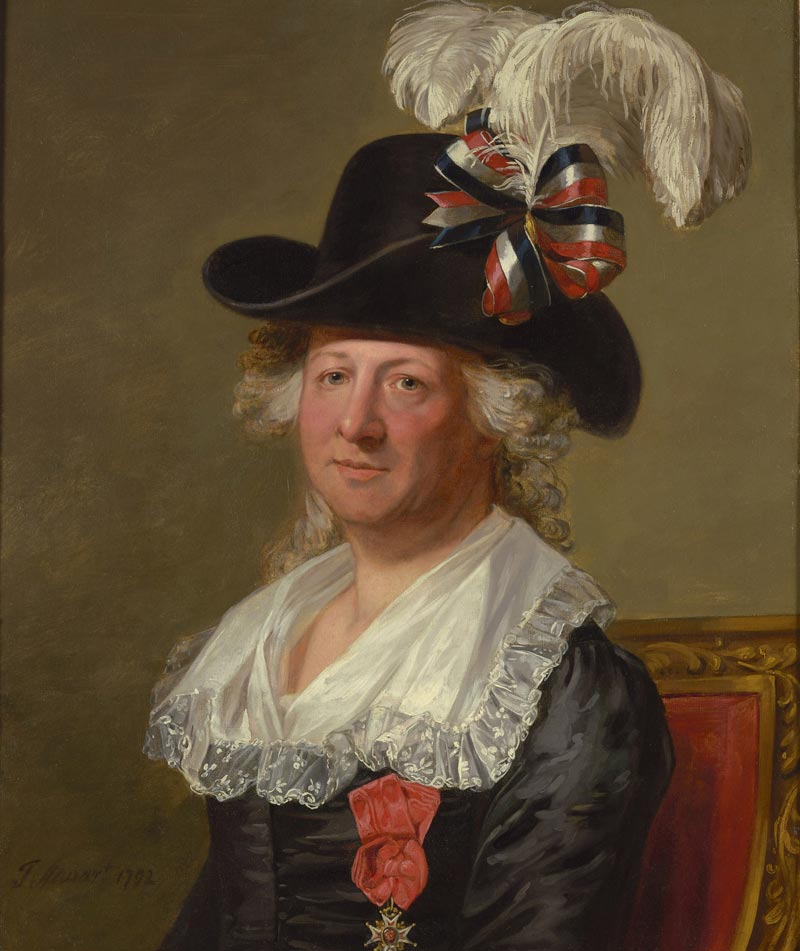
Thomas Stewart: Chevalier d’Éon, 1792

Charles d’Éon de Beaumont, auch: le Chevalier d’Éon (* 5. Oktober 1728 in Tonnerre (Frankreich); † 21. Mai 1810 in London) war eine französische Diplomatin, Soldatin, Freimaurerin, Schriftstellerin und Degenfechterin.
Berühmt wurde Chevalier d’Éon, weil sie weite Teile ihres Lebens als Frau lebte, weshalb sie auch Chevalière d'Éon bzw. Madame d'Éon genannt wurde. Erst eine Leichenschau räumte die Zweifel über ihr tatsächliches körperliches Geschlecht endgültig aus: Sie war biologisch ein Mann. Allerdings verstummten auch danach die Gerüchte nicht, dass sie eine Frau gewesen sei.

## Leben
Der Sohn des Anwalts Louis d’Éon de Beaumont und der Françoise de Chavanson besuchte bis 1749 in Paris das Collège Mazarin, wo er zum Doktor beider Rechte promoviert wurde. Danach wurde er als Advokat am Parlament zugelassen und Sekretär der Finanzbehörde sowie königlicher Zensor. Er war gebildet und geistreich; bald bewegte er sich in einflussreichen Kreisen. Einige seiner Denkschriften erregten die Aufmerksamkeit des Prinzen von Conti (1717–1776), der ihn Ludwig XV. empfahl. Sie schickten ihn 1756 im Rahmen ihrer Geheimdiplomatie („Secret du roi“) als Spion (offiziell als Sekretär des Botschafters Douglas) nach Russland. Er sollte Elisabeth, Zarin von Russland (1709–1762), ohne Wissen ihres Großkanzlers Alexei Petrowitsch Bestuschew-Rjumin, der Frankreich hasste, treffen und so die diplomatischen Beziehungen zwischen den beiden Ländern verbessern. D’Éon erwarb das Vertrauen der Zarin, die mit Ludwig XV. eine Korrespondenz begann. 1757 wurden die diplomatischen Beziehungen wieder aufgenommen und Russland auf die Seite Frankreichs und Österreichs in den Siebenjährigen Krieg (1756 bis 1763) gezogen.

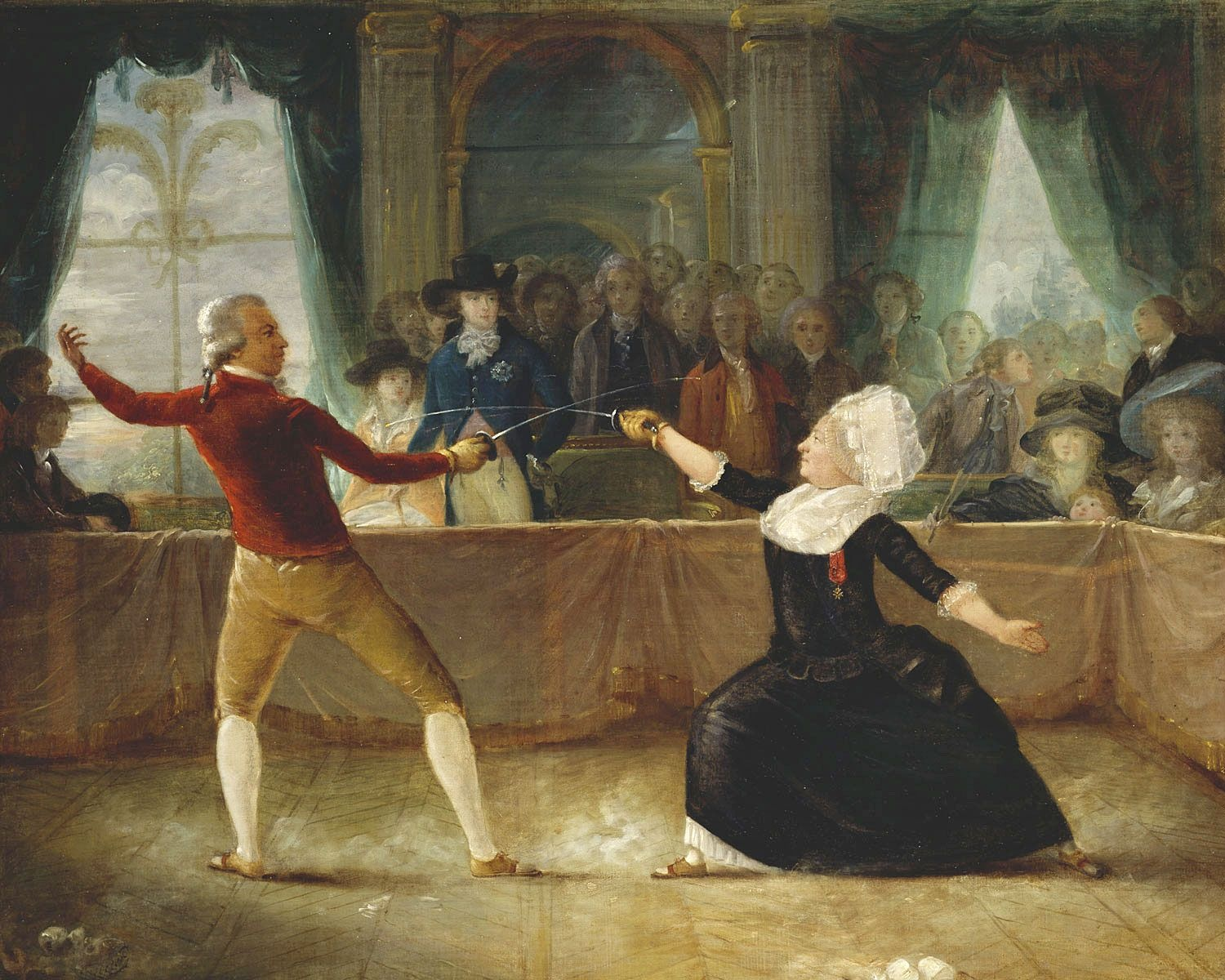
Fechtduell zwischen Chevalier de St. Georges und ‚La chevalière D’Eon‘ am 9. April 1787 im Carlton House, Gemälde von Charles Jean Robineau.

1761 kehrte d’Éon nach Frankreich zurück. Er kämpfte im Siebenjährigen Krieg unter Marschall Victor-François de Broglie und wurde bei der Schlacht bei Vellinghausen an Kopf und Schenkel verwundet. Bei Osterwieck zwang seine Attacke ein preußisches Bataillon zur Kapitulation.
1763 wurde er als Sekretär des Botschafters de Nivernais, Louis-Jules Mancini-Mazarini, insgeheim aber als Diplomat mit Verhandlungsvollmachten (ministre plénipotentiaire), nach London gesandt. Er war in zahlreiche Intrigen verwickelt und knüpfte Kontakte zum britischen Adel gern durch Belieferung mit auf seinen Gütern angebauten Weinen. Der englische König Georg III. wählte ihn als Überbringer der Ratifikationsurkunden für die Friedensschlüsse aus, und d’Éon erhielt darauf von Ludwig XV. den Orden vom Heiligen Ludwig, der ihn in den Rang eines Chevaliers erhob. Da er in London in direktem geheimem Auftrag des Königs handelte, der seinen Außenminister nicht einweihte und offiziell jede Verbindung abstritt, geriet er mit diesem in Konflikt, als der neue Botschafter de Guerchy nach London entsandt wurde. Nachdem er sich dem Befehl widersetzt hatte, sein diplomatisches Amt abzugeben und London zu verlassen, blieb er als politischer Exilant in London, wo er wichtige Staatspapiere in seinen Besitz brachte. Zu seiner Verteidigung ließ er 1764 die diplomatische Korrespondenz über seine Abberufung in London veröffentlichen.
Ab etwa 1763 lebte d’Éon zumindest zeitweise als Frau – möglicherweise auch, um eine Auslieferung zu erschweren. In London wurde er Freimaurer in der La Loge de l’Immortalite No. 376, einer französischen Loge unter englischer Konstitution. 1769 wurde er im Januar zum Meister erhoben. 1766 erhielt er von Ludwig XV. eine jährliche Pension von 12.000 Livre und setzte seine Spionagetätigkeit fort.
Nach dem Tod Ludwigs XV. im Jahr 1774 bemühte sich d’Éon um eine Rückkehr nach Frankreich. König Ludwig XVI. stimmte dem zu und setzte für die Rückgabe geheimer Staatspapiere eine hohe Pension aus, machte aber zur Bedingung, dass d’Éon Frauenkleider tragen müsse. 1777 kehrte Chevalier d’Éon als „Chevalière Charlotte d’Éon“ nach Frankreich zurück. Dazu soll ihn der nach London gesandte Theaterschriftsteller und Agent Pierre Augustin Caron de Beaumarchais überredet haben. Als er 1779 diese Rolle aufgab und wieder als Mann auftrat, wurde er vom König inhaftiert und erst freigelassen, als er zustimmte, weiterhin Frauenkleider zu tragen.

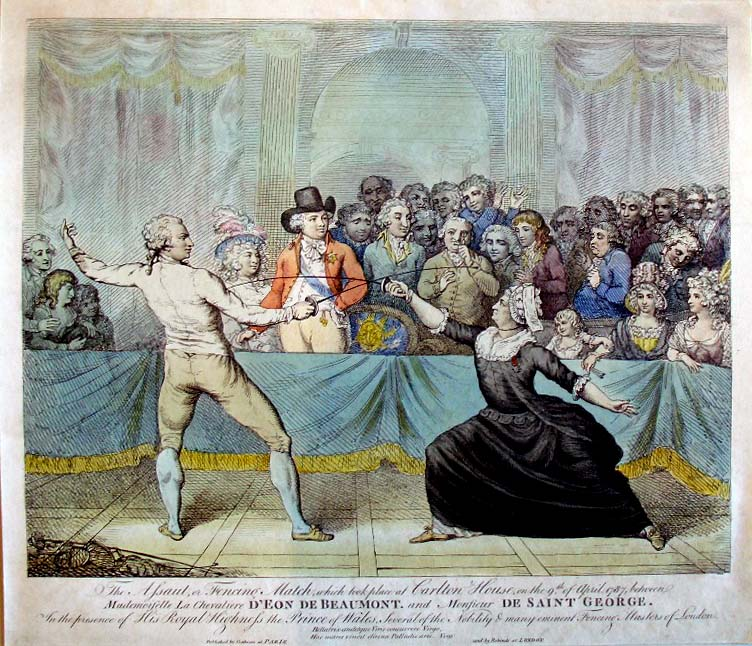
Schaugefecht zwischen dem Chevalier de Saint Georges und d’Éon in Frauenkleidern am 9. April 1787 in Carlton House

1785 übersiedelte d’Éon erneut nach England. Infolge der Französischen Revolution verlor er seine Pension und war gezwungen, seinen Lebensunterhalt durch Verkauf seiner Bibliothek und durch öffentliche Fechtduelle in Frauenkleidern zu verdienen, die er bis zu einer schweren Verwundung im Jahre 1796 veranstaltete. Er erbot sich aber, zur Unterstützung der Französischen Revolution ein Frauenregiment aufzustellen und zu führen, was trotz Lazare Carnots Fürsprache abgelehnt wurde. 
Während seiner letzten Lebensjahre lebte er mit einer Witwe namens Cole zusammen. 1805 begann er, seine Autobiographie zu verfassen; sie erschien postum. Die britische Königin Sophie Charlotte von Mecklenburg-Strelitz (1744–1818), die er seit seiner Russlandreise von 1756 kannte, zahlte ihm eine Pension. Er starb 1810 in London im Alter von 81 Jahren. Ihm wurde eine Totenmaske abgenommen.

## Rezeption
Der Sexualforscher Havelock Ellis prägte Anfang des 20. Jahrhunderts unter Bezug auf Chevalier d’Éon den Begriff „Eonismus“ für damals so genannte „transvestitische Neigungen“; heute würde man den Begriff „Transgender“ dafür benutzen.
Sein Name (Chevalier d'Éon) taucht auch im Text des Liedes Sans contrefaçon aus dem Jahr 1988 von Mylène Farmer auf.
Das Leben d’Éons dient als Vorlage für den 2021 erschienenen Roman Die militante Madonna von Irene Dische.
Im von 2014 bis 2015 erschienenen Manga Innocent baute Shin’ichi Sakamoto Chevalier d’Eon als Nebenfigur ein.

## Werke
- Éloge du comte d’Ons-en-Bray in: L’Année littéraire. 1753.
- Essai historique sur les différentes situations financières de la France sous le règne de Louis XIV. Ballard 1753.
- Mémoire sur l’utilité de la culture des mûriers et de l’éducation des vers à soie en France. Paris 1758.
- Les Loisirs du Chevalier d’Éon de Beaumont, Ancien Ministre Plénipotentiaire de France, sur Divers sujets importans d’Administration, etc. pendant Son Séjour en Angleterre, 13 volumes. Amsterdam 1774. 13 Bde.
- Lettres, Mémoires & Négociations particulières du Chevalier d’Eon, Ministre Plénipotentiaire de France. London 1764.
- Mémoires du chevalier d’Éon. Le mystère de sa vie. Hrsg. von Frédéric Gaillardet. 2 Bde. Paris 1836. Neuausgabe als Reprint Paris 1998.
- Chevalier und Chevalière d’Èon. Der Diplomat in Frauenkleidern. Heidenheimer Verlagsanstalt, Heidenheim/Brenz 1972. (Abenteuerliche Lebensläufe. Bd. 10). ISBN 3-87971-039-2. Gekürzte Ausgabe der Biographie von Gaillardet.